# كيمي لالا أكيندوجو
كيمي لالا أكيندوجو (بالإنجليزية: Kemi Lala Akindoju)‏ (مواليد 8 مارس 1987، ولاية لاغوس)، هي مُمثلة نيجيرية. رُشحت كيمي لنيل جائزة أفضل مُمثلة واعدة في حفل توزيع جوائز الأكاديمية الأفريقية للأفلام الحادي عشر.

## روابط خارجية
كيمي لالا أكيندوجو على موقع IMDb (الإنجليزية)
- كيمي لالا أكيندوجو على موقع ألو سيني (الفرنسية)
- كيمي لالا أكيندوجو على موقع كينوبويسك (الروسية)